# Bra böckers lexikon
Das Bra böckers lexikon (BBL) ist eine schwedische Enzyklopädie, herausgegeben zwischen 1973 und 1996 vom Bokförlaget Bra Böcker, in vier Auflagen mit jeweils 25 Bänden. Von diesen vier Auflagen wurden mehr als 600.000 Exemplare verkauft. Die erste Auflage wurde zwischen 1973 und 1981 herausgegeben, die zweite zwischen 1974 und 1982, die dritte zwischen 1983 und 1990 und die vierte zwischen 1991 und 1996. Zwischen 1995 und 1999 wurde eine Spezialauflage herausgegeben: das Bra böckers lexikon 2000. Teile des BBL wurden in der schwedischen Version von Microsoft Encarta verwendet. Bis zur Herausgabe der Schwedischen Nationalenzyklopädie war diese Reihe das Standardnachschlagewerk vieler schwedischer Bibliotheken.